# Медолюб
Медолюб (Meliphaga) — рід горобцеподібних птахів родини медолюбових (Meliphagidae). Представники цього роду мешкають в Австралії, на Новій Гвінеї та на сусідніх островах.

## Види
Виділяють три види:
- Медолюб аруанський (Meliphaga aruensis)
- Медолюб малий (Meliphaga notata)
- Медолюб великий (Meliphaga lewinii)

За результатами молекулярно-генетичного дослідження, опублікованого в 2019 році, низку видів, яких раніше відносили до роду Meliphaga було переведено до відновленого роду Microptilotis.

## Етимологія
Наукова назва роду Meliphaga походить від сполучення слів дав.-гр. μελι — мед і φαγος — той, хто їсть.